# Dantewada (Distrikt)
Der Distrikt Dantewada (auch: South Bastar Dantewada, Dakshin Bastar Dantewada; Hindi: दन्तेवाड़ा जिला) ist ein Distrikt des indischen Bundesstaates Chhattisgarh. Verwaltungszentrum ist der Ort Dantewada. Bis 1998 gehörte das Gebiet zum Distrikt Bastar. 2012 wurde aus Teilen Dantewadas der neue Distrikt Sukma gebildet. Der Distrikt Dantewada ist überwiegend von Adivasi bevölkert.

## Geografie

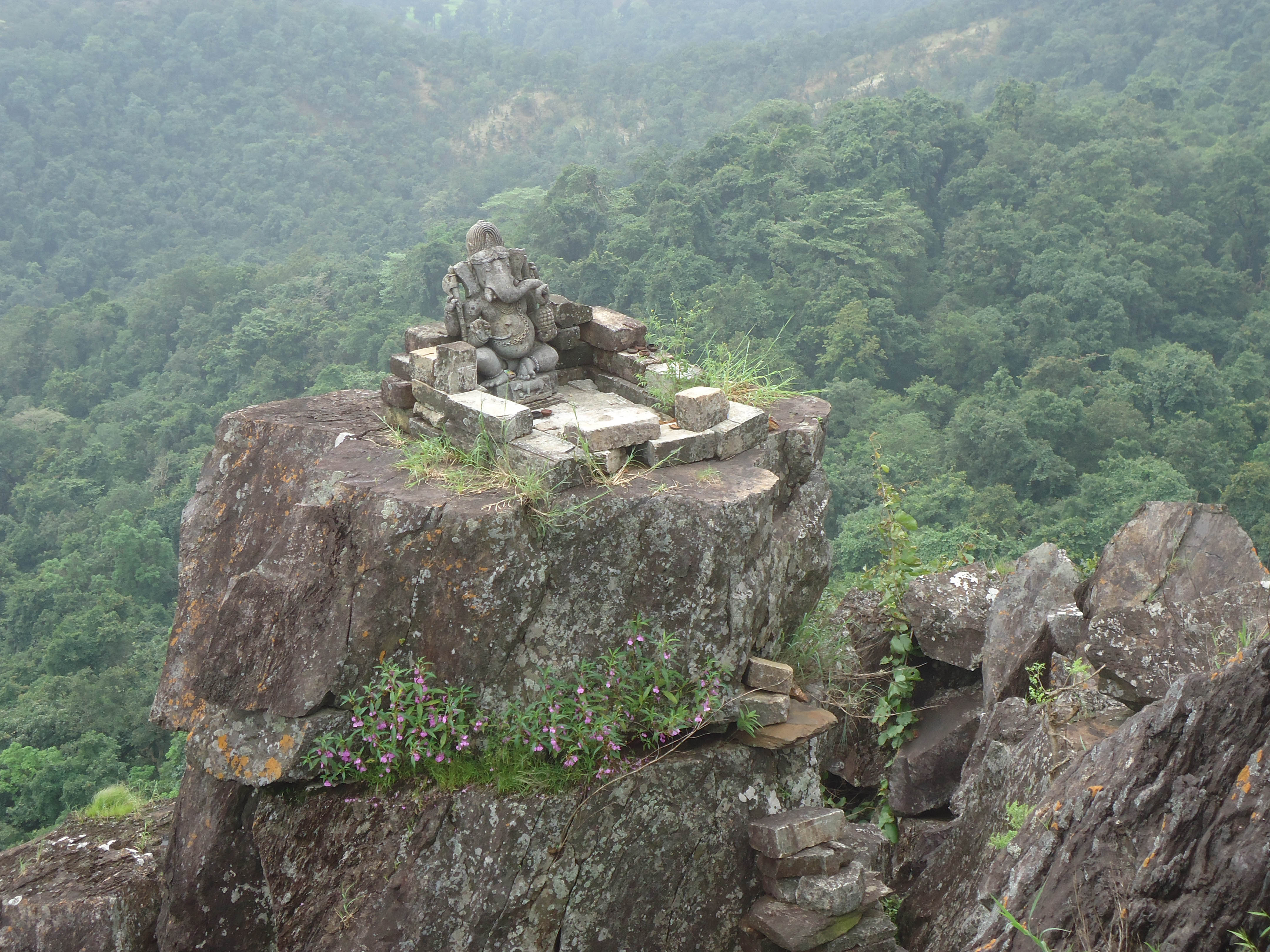
Ganesha-Kultstätte im Bezirk Dantewada

Der Distrikt Dantewada liegt im Süden Chhattisgarhs. Nachbardistrikte sind Bijapur im Westen, Narayanpur im Norden, Bastar im Nordosten und Sukma im Südosten. Die Fläche des Distrikts Dantewada beträgt seit der Abspaltung des Distrikts Sukma 3.410,5 Quadratkilometer.
Der Distrikt ist Teil des sogenannten Bastar-Plateaus, einer Hochebene, die größtenteils von dichten immergrünen Wäldern bedeckt ist, und aus hügeligem Gelände mit Höhen von meist zwischen 400 und 600 Metern über dem Meeresspiegel besteht. Im Distrikt Dantewada liegt in den Bailadila-Bergen der Tulisi Dongri, der mit 1197 Metern (nach anderen Angaben 1265 m) höchste Punkt Chhattisgarhs. Das wichtigste Fließgewässer ist der Indravati, ein Zufluss des Godavari.
Der Jahresniederschlag im Distrikt liegt bei etwa 1223 mm. Fast der gesamte Jahresniederschlag ereignet sich in den Monaten Juni bis Oktober, während die restliche Jahreszeit trocken ist.

## Geschichte
Das Gebiet des heutigen Distrikts Dantewada gehörte während der britischen Kolonialzeit zum Fürstenstaat Bastar. Nach der indischen Unabhängigkeit wurde der ehemalige Fürstenstaat zum Distrikt Bastar der Central Provinces, aus denen 1956 der Bundesstaat Madhya Pradesh hervorging. 1998 wurde der Distrikt Dantewada als eigenständiger Distrikt aus dem Distrikt Bastar gelöst. Im Jahr 2000 kam Dantewada zu dem aus den östlichen Teilen Madhya Pradeshs neu gegründeten Bundesstaat Chhattisgarh. 2007 wurde der westliche Teil des Distrikts Dantewada als Distrikt Bijapur abgespalten, und 2012 wurde aus dem Südteil des verbliebenen Distrikts der Distrikt Sukma gebildet.
Im Distrikt Dantewada waren in der Vergangenheit maoistische Rebellen (Naxaliten) aktiv. Im April 2010 lockten Naxaliten im Distrikt Dantewada in einem der heftigsten Anschläge seit Beginn des Aufstandes einen Militärkonvoi in einen Hinterhalt und töteten 75 Soldaten.

## Bevölkerung
Da sich die Distriktfläche und -bevölkerung durch die Neubildung des Distrikts Sukma 2012 verändert haben, sind demographische Daten zum Distrikt nur indirekt aus den Daten der Volkszählung 2011 ableitbar. Demnach hatte der Distrikt 2011 in seinen späteren Grenzen ab 2012 283.479 Einwohner (140.094 männlich, 143.385 weiblich). 201.458 der Bewohner (71,07 %) gehörten zu den scheduled tribes, d. h der registrierten indigenen Stammesbevölkerung und weitere 10.220 (3,61 %) gehörten zu den scheduled castes, den registrierten staatlich anerkannten unterprivilegierten Kasten. Die Alphabetisierungsrate lag bei 42,12 % (männlich: 51,92 %, weiblich: 32,54 %) und damit weit unter den damaligen Werten für Indien und Chhattisgarh.

## Städte
| Stadt        | Einwohner (2011) |
| ------------ | ---------------- |
| Bade Bacheli | 21.435           |
| Dantewada    | 13.633           |
| Geedam       | 7.440            |
| Kirandul     | 18.887           |
| Barsur       | 6.636            |

## Kultur und Sehenswürdigkeiten
Im Distrikt Dantewada gibt es viele historische Tempel. In der Stadt Dantewada befindet sich der bekannte Danteshwari-Tempel, der der Göttin Danteshwari geweiht ist, von der sich auch der Name Dantewada ableitet. Der im südindischen Baustil errichtete Tempel ist einer von 52 Shakti Pithas, heiligen Stätten der Shakti-Verehrung.
Die verschiedenen Stammesgruppen sorgen für ein reichhaltiges kulturelles Leben. Sie pflegen alte Riten, Tänze und Gesänge, die besonders bei den vielen Festen bewundert werden können. Dazu kommt das traditionelle Kunsthandwerk der Stämme, beispielsweise mit Metall, Bambus und Terrakotta.

## Wirtschaft
Der Distrikt ist reich an Bodenschätzen. Zu den wichtigsten wirtschaftlich nutzbaren Mineralvorkommen zählen Gold, Kupfer, Eisenerz, Zinn (Kassiterit), radioaktive Mineralien, Chromit, Asbest, Bauxit, Ton, Korund, Granat, Graphit, Kyanit, Magnesit, Glimmer, Sillimanit und Kalkstein.

## Verkehr
Dantewada ist über die Nationalstraße Nr. 63 mit Jagdalpur, der nächstgelegenen Großstadt, verbunden. Eine Straßenverbindung besteht auch nach Hyderabad, der Hauptstadt Telanganas. Neben Hyderabad gibt es auch Busverbindungen von zwei Großstädten Andhra Pradeshs, Vijayawada und Visakhapatnam. Die South Eastern Railway betreibt einen Linienzug (Personenverkehr) von Visakhapatnam nach Bailadila. Dieser fährt durch das malerische Araku-Tal und hält kurz in Dantewada, bevor er sein Ziel Bailadila erreicht. Der nächstgelegene Flughafen ist Raipur.